# Laureano Cardoz Ruz
Laureano Cardoz Ruz (Mérida, Yucatán; 1900 - Ciudad de México, 1985) fue un maestro, político y escritor mexicano. Fue gobernador interino de Yucatán durante un corto periodo en 1940, en sustitución del gobernador Humberto Canto Echeverría que había pedido licencia indefinida de su cargo pero quien finalmente reasumió el poder unos cuantos días después, desplazando del interinato a Cardós Ruz.

## Datos biográficos
En 1915 recibió una beca del gobierno de Salvador Alvarado Rubio para estudiar en la Escuela Normal de Profesores. Fue más tarde profesor en diversas escuelas rurales del estado de Yucatán. Colaboró con el gobierno de Felipe Carrillo Puerto. Militó además en el Partido Socialista del Sureste, prestando ayuda para la organización de las denominadas Ligas de Resistencia que se integraron durante el tiempo en que el Partido Socialista estuvo en el poder en Yucatán.
Fungió como inspector escolar en Tekax, Progreso, Tixkokob y Motul.

### Vida pública
Fue diputado local, diputado federal y senador de la república. También encabezó la campaña electoral del general Manuel Ávila Camacho en Yucatán. Muchos años después fue delegado del Partido Revolucionario Institucional en varios estados de México, entre ellos Coahuila, Oaxaca y Querétaro.

### Gobernador de Yucatán
Ejerció el cargo muy brevemente, a partir del 9 de julio de 1940, hasta el 4 de agosto del mismo año. Sucedió que el gobernador Canto Echeverría quiso sorprender en una maniobra política relacionada con el manejo de la industria henequenera al presidente Lázaro Cárdenas, quien al descubrirla le hizo un severo extrañamiento al gobernador de Yucatán que por tal motivo se sintió obligado a pedir licencia indefinida, designando el Congreso de Yucatán para sucederlo a Laureano Cardoz. Sin embargo, Canto Echeverría fue presionado políticamente por el propio presidente y debió reasumir el poder a los pocos días de haber solicitado licencia, desplazando a Cardoz Ruz de su efímera gubernatura, no sin antes dar paso a Santiago Burgos Brito, quien era secretario general de gobierno y que se encargó del despacho, esperando el retorno de Canto Echeverría, del 4 al 22 de agosto de 1940.

## Obra
- El drama de los mayas: una reforma social traicionada.
- El problema henequenero en Yucatán.
- Los forjadores del Partido Socialista del Sureste.